# Минас (сыр)
Минас (порт. Queijo de minas) — разновидность сыра из коровьего молока, кулинарный специалитет бразильского штата Минас-Жерайс и бразильской кухни вообще.

## Описание
Сыр Минас выпускается трёх сортов, называемых  frescal («свежий»), meia-cura («полу-выдержанный») и curado («выдержанный»). Встречается и четвёртый сорт, padrão («стандартный»), который представляет собой несколько изменённый фрескал. 
Сыр Минас изготавливается из коровьего молока по традиционным рецептам. Раньше, до начала промышленного производства, его созревание происходило естественным образом на открытом воздухе. Изредка, при домашнем приготовлении, у бразильских хозяек сыр созревал над плитой, чтоб на него воздействовал её жар. 
Минас фрескал (как следует из названия), продаётся довольно свежим, примерно через 4-10 дней после приготовления. Хороший фрескал должен быть сочным, мягким, белым и нежным. Солёность фрескала может сильно варьироваться в зависимости от производителя.
Сыр фрескал мало подходит для добавления в блюда в процессе приготовления (за некоторыми исключениями), зато отлично подходит для использования в сэндвичах или в блинчиках. Нередко его употребляют с индейкой и овощными салатами. 
Минас кураду готов к употреблению, когда весь «сок» выпарится, а  сам сыр затвердеет и приобретёт желтоватый оттенок. Минас кураду более твёрдый, чем минас фрескал, его вкус более выражен. Кураду отлично подходит для приготовления пищи, поэтому используется в огромном количестве рецептов бразильской кухни.
Сыр минас фрескал в Бразилии известен ещё и тем, что часто подаётся с гойябадой — сладким мармеладом из гуавы. Это сочетание вкусов известно в Бразилии, как «Ромео и Джульетта». Оно может использоваться, как самостоятельное блюдо, или  в качестве начинки для пирогов и тортов. «Ромео и Джульетта» также является одним из фирменных вкусов бразильского мороженого.